# Орньяк-л’Аван
Орнья́к-л’Ава́н (фр. Orgnac-l'Aven, окс. Ornhac) — коммуна во Франции, находится в регионе Рона — Альпы. Департамент коммуны — Ардеш. Входит в состав кантона Валлон-Пон-д’Арк. Округ коммуны — Ларжантьер.
Код INSEE коммуны — 07168.

## Население
Население коммуны на 2008 год составляло 537 человек.
| 1962 | 1968 | 1975 | 1982 | 1990 | 1999 | 2008 |
| ---- | ---- | ---- | ---- | ---- | ---- | ---- |
| 281  | 281  | 297  | 323  | 327  | 341  | 537  |

## Экономика
Основу экономики составляют туризм, сельское хозяйство (виноградарство, выращивание зерновых и плодовых культур, поля оливковых деревьев), животноводство (разведение овец и коз).
В 2007 году среди 303 человек в трудоспособном возрасте (15—64 лет) 233 были экономически активными, 70 — неактивными (показатель активности — 76,9 %, в 1999 году было 67,6 %). Из 233 активных работали 207 человек (119 мужчин и 88 женщин), безработных было 26 (13 мужчин и 13 женщин). Среди 70 неактивных 16 человек были учениками или студентами, 20 — пенсионерами, 34 были неактивными по другим причинам.

## Фотогалерея

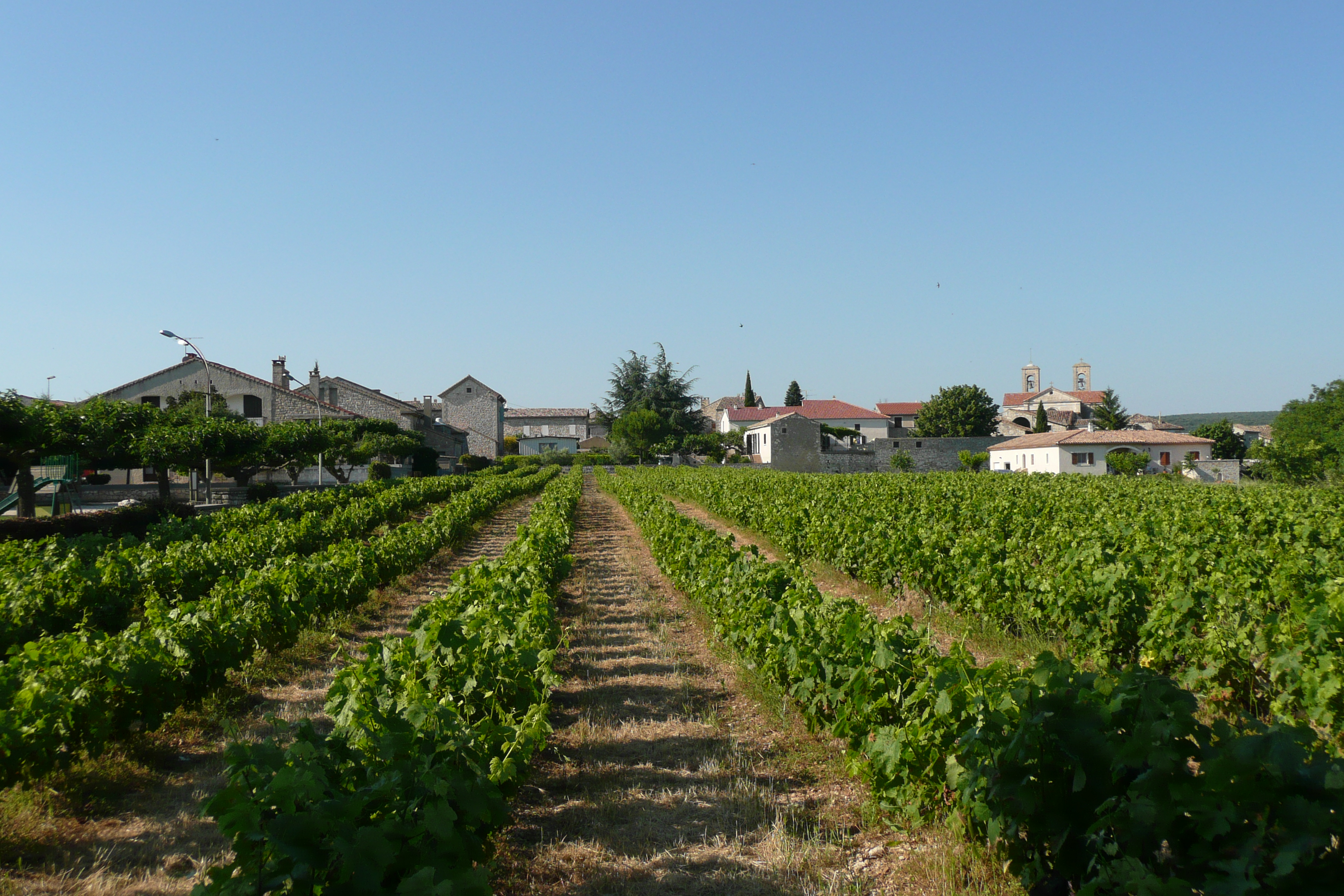
Орньяк-л’Аван
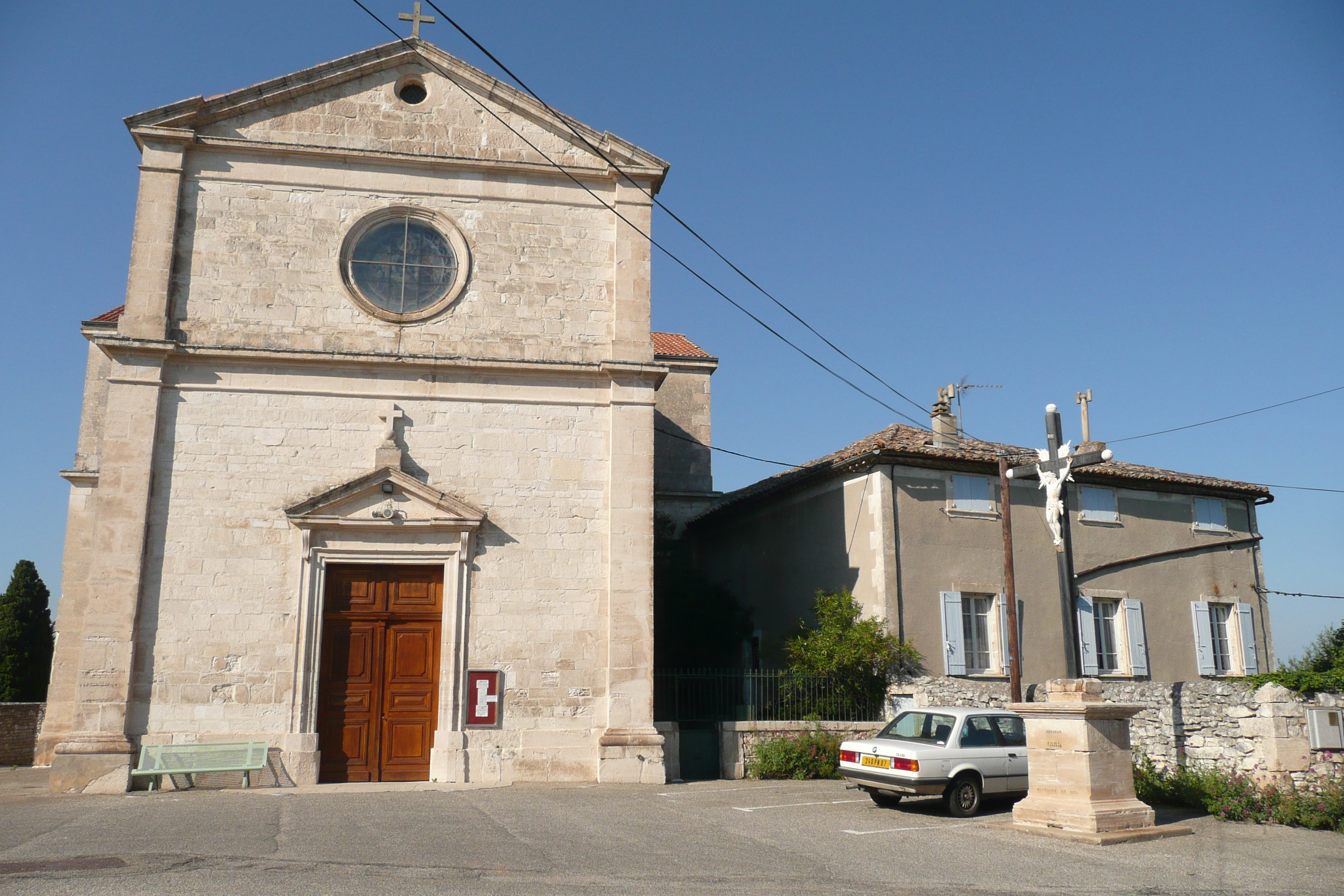
Церковь
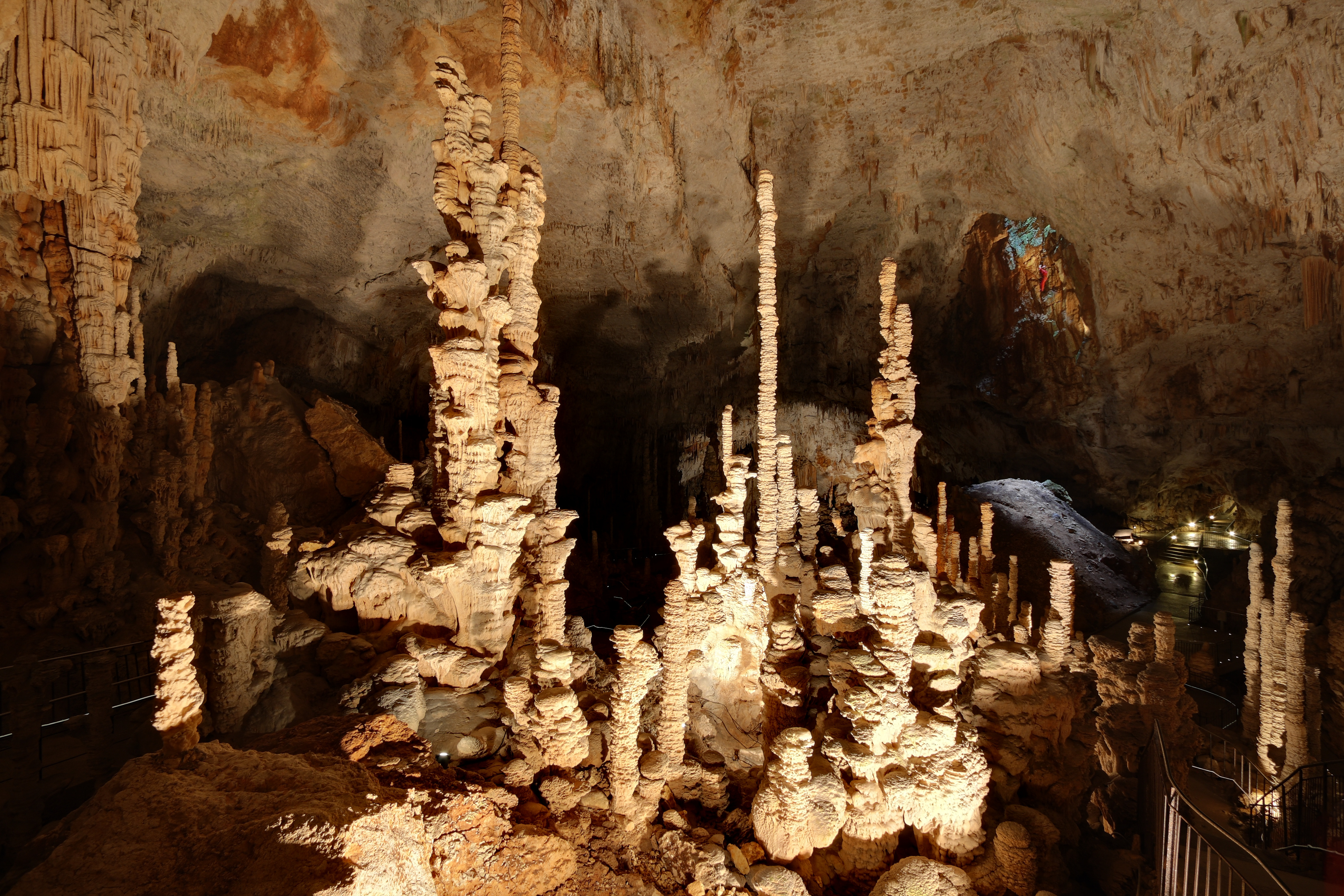
Пещера
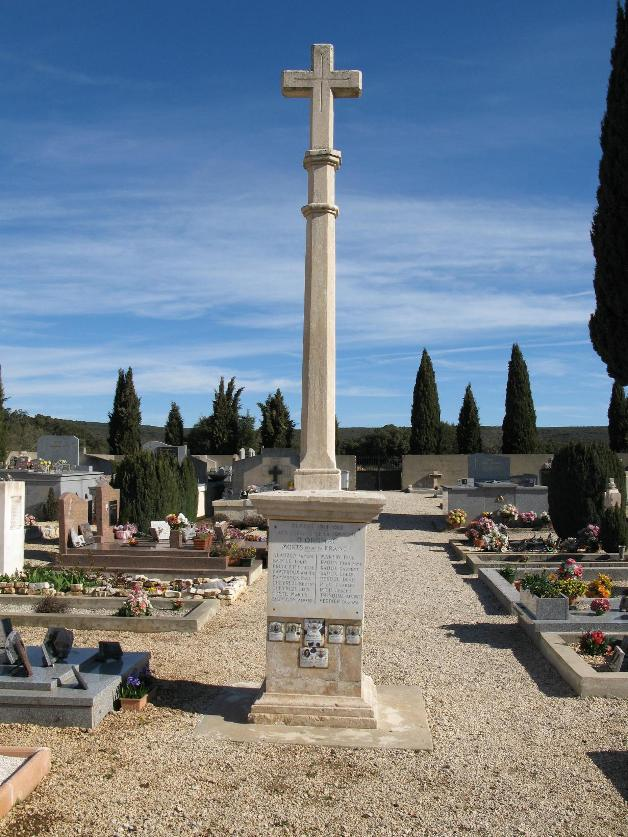
Памятник погибшим в Первой мировой войне